# Duncarron

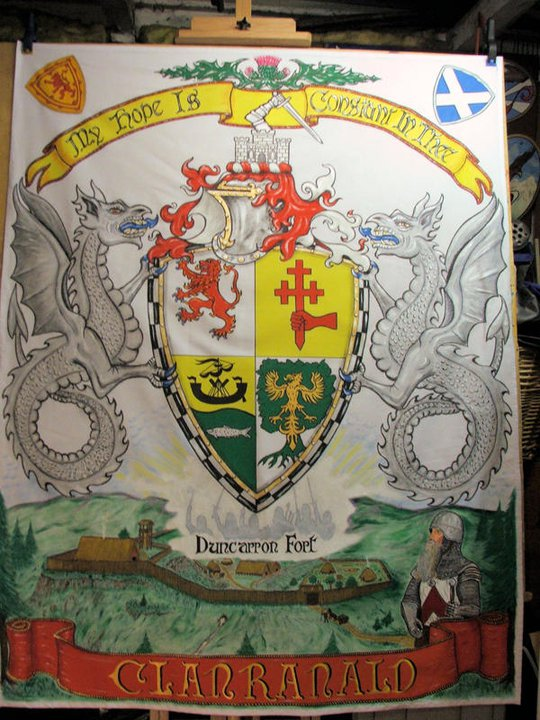
Flagge des Clanranald Trust for Scotland mit Abbildung von Duncarron

Duncarron ist der vollständige Nachbau eines befestigten Dorfes aus dem frühen Mittelalter Schottlands. Es ist die Rekonstruktion einer typischen Residenz eines Clan Chiefs aus dem frühen Teil des letzten Jahrtausends. Träger ist die anerkannte gemeinnützige Organisation Clanranald Trust for Scotland. Vorsitzender ist Charlie Allan. Duncarron befindet sich im Carron-Valley-Forest am östlichen Ende des Carron-Valley-Reservoirs in der Nähe von Stirling. Das mittelalterliche Dorf wird durch die Hilfe von Freiwilligen aus allen Gesellschaftsschichten gebaut, es ist dazu bestimmt, die schottische Kultur und das schottische Erbe durch Unterricht, aktive Teilnahme und durch Unterhaltung zu bewahren und zu verbreiten.

## Geschichte
Im Jahre 1995 wurde der Entschluss gefasst, ein originales mittelalterliches Dorf nachzubauen, um das Leben und die Kultur Schottlands in jener Zeit zu veranschaulichen. Der Trust wurde gegründet, und die Erlöse und Spenden, die durch die verschiedenen Aktivitäten (Combat International, Scottish Federation of Medieval Martial Arts (SFMMA)) eingenommen werden, fließen in dieses Projekt. So konnten dem Bau von Duncarron bisher über 2.300.000 € zur Verfügung gestellt werden. Die Planungen für das Projekt begannen im Jahre 1996. Es wurden Archäologen, Historiker und Architekten hinzugezogen, um ein möglichst authentisches Erscheinungsbild des Dorfes darzustellen. Gleichzeitig wurde nach einer geeigneten Örtlichkeit gesucht, und man wurde im Carron-Valley-Forest fündig. Ein großer Unterstützer ist der Filmschauspieler Russell Crowe, mit dem der Vorsitzende Charlie Allan eng befreundet ist. So hat er dem Dorf einen Rammbock aus dem Film Robin Hood im Werte von 60.000 Britischen Pfund geschenkt. Dieser bildet dort eines der Ausstellungsstücke. Am 18. und 19. Mai 2019 konnte Duncarron nach rund 19 Jahren Bauzeit eröffnet werden.

## Beschreibung
Die Bauarbeiten wurden im Jahre 2004 aufgenommen. Bisher wurden ein Besucherzentrum und Einrichtungen für die freiwilligen Helfer gebaut. Im August 2011 war die Errichtung der Palisaden vollendet. Im September 2011 wurde mit dem Bau des ersten Langhauses begonnen und 2014 beendet. 2014 wurde mit dem Bau der Waffenkammer und der Schmiede begonnen. In Planung sind vier Langhäuser, vier Rundhäuser, drei Torhäuser, eine Schmiede, eine Töpferei und ein mittelalterliches Hospital mit Kräutergarten.

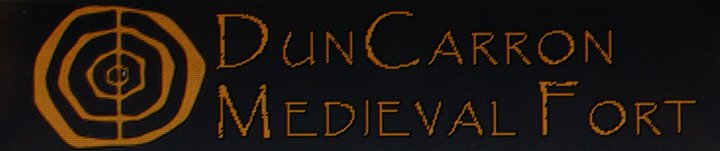
Duncarron Logo
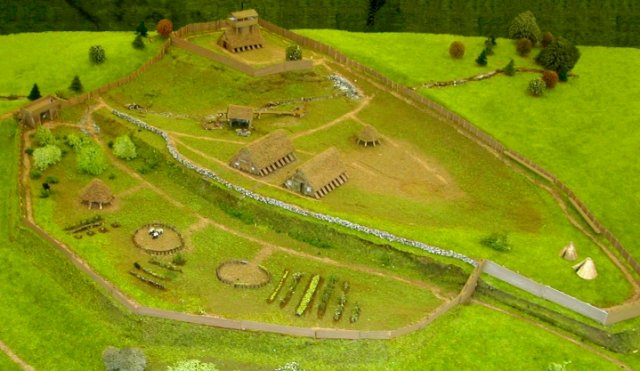
Modell von Duncarron
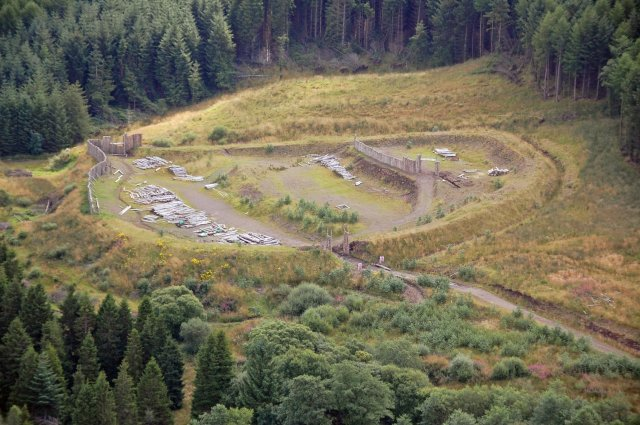
Luftbild von Duncarron (Stand 2008)
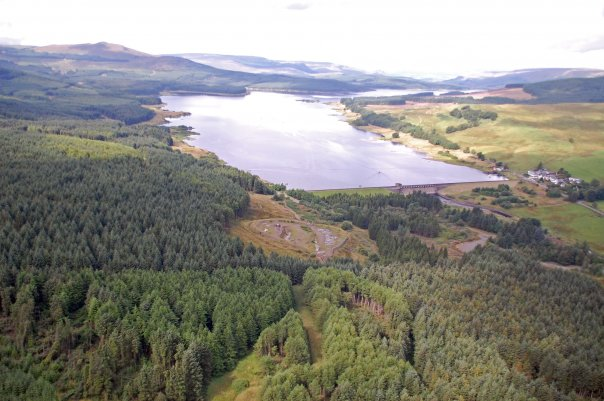
Luftbild von Duncarron mit dem Carron-Valley-Reservoir im Hintergrund (Stand 2008)
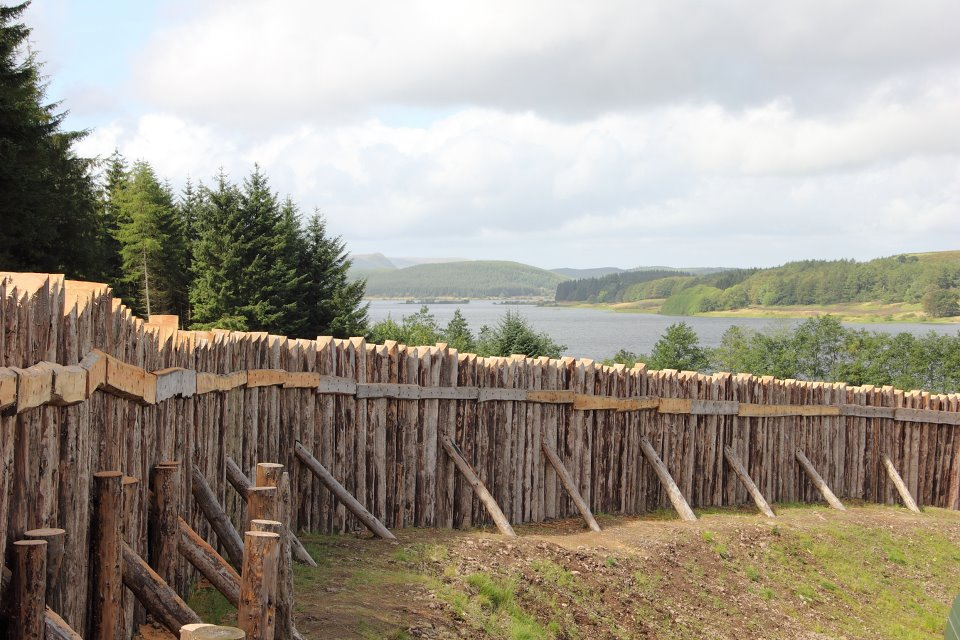
Palisaden (vollendet 2011)
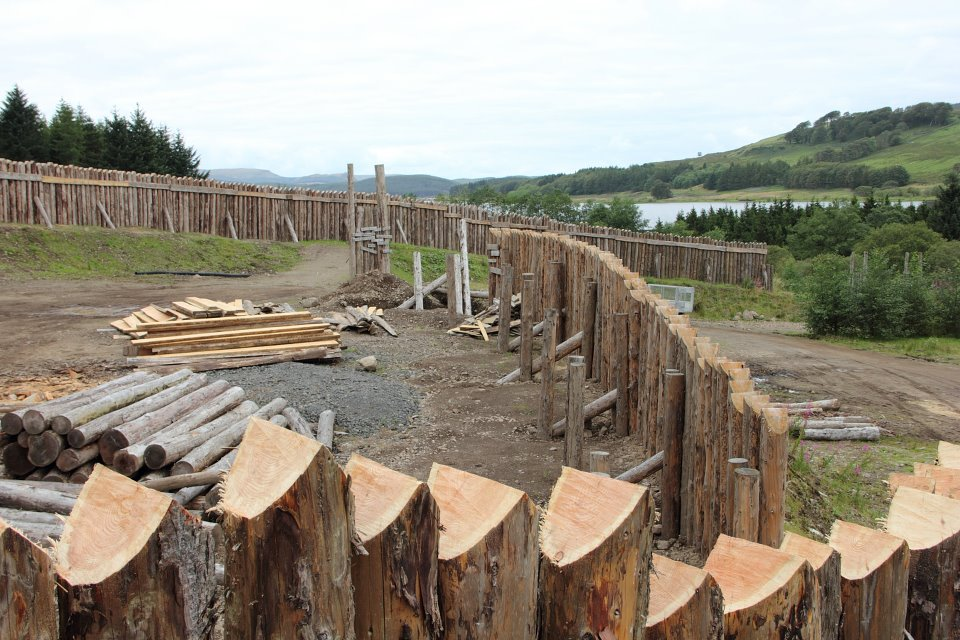
Palisade zur Burg des Clan-Chiefs (Stand 2011)
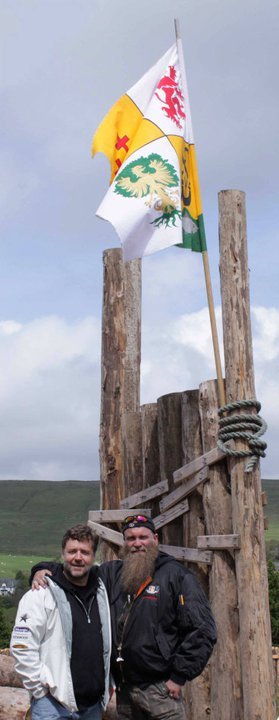
Russell Crowe als Gast von Charlie Allan in Duncarron (2011)